# Wir glauben Gott im höchsten Thron
Das Kirchenlied Wir glauben Gott im höchsten Thron schrieb Rudolf Alexander Schröder 1937 als Paraphrase des Credos. Die dem Text heute in den Gesangbüchern zugeordnete Melodie komponierte Christian Lahusen 1948. Das Lied ist im Evangelischen Gesangbuch im Teil der Liturgischen Gesänge eine der beiden Liedalternativen zum Glaubensbekenntnis (Nr. 184). Im Gotteslob ist es unter Der Dreieine Gott – Vater, Sohn und Heiliger Geist eingeordnet (Nr. 355).

## Form
Der Liedtext besteht aus fünf Strophen zu je vier vierhebigen, jambischen, männlich reimenden Zeilen mit dem Reimschema [aabb]. Es ist die Form des altkirchlichen lateinischen Hymnus, wie sie etwa bei Ambrosius von Mailand und seinen Nachfolgern fast ausschließlich begegnet (Ambrosianische Hymnenstrophe).

## Inhalt
Der Text ist als Zusammenfassung der grundlegenden christlichen Glaubensinhalte konzipiert, wie sie im Nizänischen und im Apostolischen Glaubensbekenntnis mit ökumenischer Geltung formuliert sind. Dabei werden die drei Glaubensartikel Vater – Sohn – Heiliger Geist zweimal abgeschritten, einmal in den ersten beiden, das andere Mal in der dritten, vierten und fünften Strophe. Auf den Vater beziehen sich die Zeilen I/1 und III/1+2, auf den Sohn die Zeilen I/2–4, III/3+4 und IV/1–4, auf den Heiligen Geist die Zeilen II/1–4 und V/1–4.
Der Vater wird als Allherrscher („im höchsten Thron“) und als Schöpfer des Lichts prädiziert.
Vom Sohn wird, wie im Nizänum, die ewige Geburt „vor der Zeit“ und die Teilhabe an der göttlichen Allmacht ausgesagt. Die Inkarnation wird, ohne Erwähnung Marias, präsentisch als Annehmen unserer Not umschrieben, darauf folgt die Anamnese des Leidens und Sterbens Jesu – mit wiederholter Betonung, dass es „unser“ Kreuz und Tod sei –, des Abstiegs Christi in die Unterwelt, seiner Auferstehung und Erhöhung und seiner Wiederkunft zum Weltgericht.
Der Heilige Geist wird in Strophe 2, abweichend von den Vorlagen, mit Aussagen des Johannesevangeliums (15,26 ; 3,8 ) und des Römerbriefs (8,26 ) beschrieben, in Strophe 5, entsprechend den Vorlagen, als Urheber der Kirche, der Sündenvergebung und der ewigen Schau Gottes. Den Abschluss bildet das Amen.

## Deutung
Im Jahr 1937 ein streng lehrhaftes, überzeitliches Bekenntnislied zu schreiben, bedeutete die Negation der von den Deutschen Christen propagierten heilsgeschichtlichen Deutung des Dritten Reiches und die Bekräftigung des sechsfachen „Wir verwerfen die falsche Lehre …“ der Barmer Theologischen Erklärung von 1934.
Die Betonung des stellvertretenden Leidens Christi für uns in Strophe 3 und des Tröstens und Aufrichtens in Strophe 2 setzt einen spezifisch lutherischen Akzent.

## Melodie
Die Melodie von Christian Lahusen ist einzigartig durch ihre vollständige rhythmische Gleichförmigkeit – sie besteht ausschließlich aus Halben – sowie durch die Identität der ersten mit der zweiten Zeile, inspiriert durch die Parallelität der Aussagen über den Vater und den Sohn. Diese Besonderheiten, zusammen mit der Tonart c-moll und den zahlreichen großen Intervallschritten, geben ihr etwas Monumental-Bekenntnishaftes.
Eine rhythmisch und harmonisch sperrigere Alternativmelodie von Paul Ernst Ruppel aus dem Jahr 1967 (Gotteslob (1975) Nr. 276) konnte sich nicht durchsetzen.